# Eskil Skans
Gustaf Eskil Skans, född 10 december 1905 i Eskilstuna, död 29 november 1989 i Sankt Olofs församling, Kristianstads län, var en svensk målare och tecknare.
Han var son till majoren i Frälsningsarmén Karl Gustaf Skans och Augusta Sjöstedt och från 1934 gift med Helga Wiktoria Chronbäck samt far till Bengt Skans. Han studerade vid Tekniska skolan i Malmö 1923–1927 och privat för Anders Olson i Malmö 1940–1941 och under studieresor till Paris, Sydfrankrike och Italien. Han debuterade med utställningar i början av 1940-talet och ställde ut separat ett flertal gånger i SDS-hallen i Malmö och ställde även ut separat i Trelleborg, Lund och Limhamn. Tillsammans med Ulla Borgström ställde han ut på Malmö rådhus 1944 och tillsammans med Karl Enock Ohlsson i Ystad. Han medverkade i samlingsutställningar arrangerade av Skånes konstförening i Malmö och Lund samt i Hörby konstförenings utställningar och ett antal smärre provinsiella samlingsutställningar i olika skånska orter. Han var en av deltagarna i utställningen Fem akvarellmålare som visades på Kristianstads museum 1954. Hans konst består huvudsakligen av landskap och stilleben utförda i olja eller tempera men han gjorde sig främst känd som en duktig akvarellmålare. I hans tidiga konst förekommer figurstudier, genreaktiga torg- och tivoliscener med en naivistisk anstrykning, hamn- och kustmotiv med båtar. Vid sidan av sitt eget skapande var han verksam som tidningstecknare. Skans är representerad vid Kristianstads museum.